# Vinići
Vinići (en serbe cyrillique : Винићи) est un village du centre du Monténégro, dans la municipalité de Danilovgrad.

## Démographie

### Évolution historique de la population
| 1948 | 1953 | 1961 | 1971 | 1981 | 1991 | 2003 |
| ---- | ---- | ---- | ---- | ---- | ---- | ---- |
| 255  | 271  | 257  | 188  | 133  | 83   | 43   |